# Alona Bondarenko
Alona Volodymyrivna Bondarenko Dyachok (Língua ucraniana:Бондаренко Альона Володимирівна, Kryvy Rih, 13 de agosto de 1984) é uma ex-tenista ucraniana. Em 2008 ocupou a posição nº 19 do ranking da WTA em simples e nº 11 em duplas.
A irmã de Alona, Kateryna, também é uma tenista profissional.

## WTA finais

### Simples: 5 (2 títulos, 3 vices)
| Campeã — Legenda (pre/pos 2010)              |
| -------------------------------------------- |
| Grand Slam (0–0)                             |
| WTA Tour(0–0)                                |
| Tier I / Premier Mandatory & Premier 5 (0–0) |
| Tier II / Premier (1–2)                      |
| Tier III, IV & V / International (1–1)       |

| Títulos por Piso |
| ---------------- |
| Duro (2–1)       |
| Grama (0–0)      |
| Saibro (0–2)     |
| Carpete (0–0)    |

| Posição | N. | Data              | Campeonato                                       | Piso     | Oponente            | Placar        |
| ------- | -- | ----------------- | ------------------------------------------------ | -------- | ------------------- | ------------- |
| Vice    | 1. | 12 Fevereiro 2005 | AP Tourism Hyderabad Open, Hyderabad, India      | Duro     | Sania Mirza         | 4–6, 7–5, 3–6 |
| Campeã  | 1. | 25 Setembro 2006  | Fortis Championships Luxembourg, Luxemburgo      | Duro (i) | Francesca Schiavone | 6–3, 6–2      |
| Vice    | 2. | 6 Maio 2007       | J&S Cup, Varsóvia, Polônia                       | Saibro   | Justine Henin       | 1–6, 3–6      |
| Vice    | 3. | 23 May 2009       | Warsaw Open, Varsóvia, Polônia                   | Saibro   | Alexandra Dulgheru  | 6–7, 6–3, 0–6 |
| Campeã  | 2. | 16 Janeiro 2010   | Moorilla Hobart International, Hobart, Austrália | Duro     | Shahar Pe'er        | 6–2, 6–4      |

### Duplas: 6 (4 títulos, 2 vices)
| Campeã — Legenda (pre/pos 2010)              |
| -------------------------------------------- |
| Grand Slam (1–0)                             |
| WTA Tour (0–0)                               |
| Tier I / Premier Mandatory & Premier 5 (0–0) |
| Tier II / Premier (1–0)                      |
| Tier III, IV & V / International (2–2)       |

| Títulos por Piso |
| ---------------- |
| Duro (2–1)       |
| Grama (0–0)      |
| Saibro (2–1)     |
| Carpete (0–0)    |

| Posição | N. | Data              | Campeonato                                       | Piso     | Parceira            | Oponente                                  | Placar        |
| ------- | -- | ----------------- | ------------------------------------------------ | -------- | ------------------- | ----------------------------------------- | ------------- |
| Campeã  | 1. | 27 Maio 2006      | İstanbul Cup, Istanbul, Turquia                  | Saibro   | Anastasiya Yakimova | Sania Mirza Alicia Molik                  | 6–2, 6–4      |
| Campeã  | 2. | 26 Janeiro 2008   | Aberto da Austrália, Melbourne, Austrália        | Duro     | Kateryna Bondarenko | Victoria Azarenka Shahar Pe'er            | 2–6, 6–1, 6–4 |
| Campeã  | 3. | 10 Fevereiro 2008 | Open Gaz de France, Paris, França                | Duro (i) | Kateryna Bondarenko | Vladimíra Uhlířová Eva Hrdinová           | 6–1, 6–4      |
| Vice    | 1. | 16 Janeiro 2009   | Moorilla Hobart International, Hobart, Austrália | Duro     | Kateryna Bondarenko | Gisela Dulko Flavia Pennetta              | 2–6, 6–7(4–7) |
| Vice    | 2. | 6 Julho 2009      | GDF Suez Grand Prix, Budapeste, Hungria          | Saibro   | Kateryna Bondarenko | Alisa Kleybanova Monica Niculescu         | 4–6, 6–7(5–7) |
| Campeã  | 4. | 13 Julho 2009     | ECM Prague Open, Prague, Rep. Tcheca             | Saibro   | Kateryna Bondarenko | Iveta Benešová Barbora Záhlavová-Strýcová | 6–1, 6–2      |